# Doxographe
Un doxographe (δόξα / dóxa, « opinion » et  γράφειν / gráphein, « écrire ») est un auteur qui compile et souvent commente les propos, opinions et écrits de penseurs antérieurs, surtout de la Grèce antique, ou parfois contemporains. Les ouvrages des doxographes jouent un rôle essentiel dans notre connaissance de la philosophie antique.
On compte de nombreux doxographes, et l'établissement de l'exactitude de leurs dires à propos de tel ou tel auteur est un élément essentiel de l'édition critique de leurs textes.

## Généralités
Le terme doxographe est forgé par le philologue allemand Hermann Diels (Doxographi graeci, Berlin, 1879)[réf. nécessaire] .

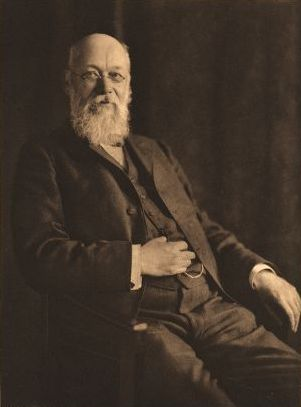
Hermann Diels (1848-1922), fondateur de l'étude des doxographes.

L'helléniste John Burnet donne la définition suivante: « Par le terme de doxographes, on entend tous les écrivains qui rapportent les opinions des philosophes grecs et qui dérivent leurs matériaux, directement ou indirectement, du grand ouvrage de Théophraste, Les opinions des philosophes (Diogène Laërce, V, 46). » Albert Laks en donne, lui, cette définition qu'il relie au travail d'Hermann Diels: « le terme de "doxographie" désigne l'ancienne pratique consistant à dresser, sous une forme concise, un catalogue d'opinions (doxai) philosophiques ou scientifiques. »
Toujours selon Laks, les catalogues établis par doxographes sont une source d'information capitale pour notre connaissance de la philosophie antique, dans la mesure où nombre d'œuvres ont tout simplement disparu et ne nous sont connues que par leur truchement. Toutefois, pour qu'ils soient réellement utiles, il est indispensable de remonter aux principes qui sont à la base des catalogues, d'examiner et d'analyser l'organisation de leurs entrés, les termes qu'ils retiennent, et de voir les critères qui fondent le choix et le classement. Il s'agit également de séparer le mythe de la réalité, de repérer la reformulation, voire l'altération (plus ou moins conséquente) de la pensée et/ou des textes originaux. Mais ces opérations sont difficiles, particulièrement lorsqu'il est impossible de confronter les sources doxographiques et les modèles traités dans ces ouvrages.
De très nombreux textes de doxographes, de toutes origines, nous permettent d'établir l'histoire d'une discipline ou d'une pensée. Le travail de Hermann Diels dans sa Doxographi Graeci reste fondamental.

## Doxographes célèbres

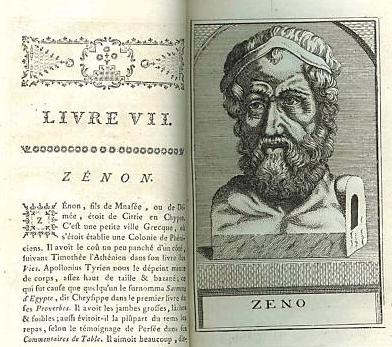
Début du chapitre VII,1 sur Zénon de Kition, dans l'ouvrage de Diogène Laërce, ici dans une édition de 1761.

Les auteurs suivants peuvent être doxographes par vocation, comme par exemple Diogène Laërce, ou par hasard, comme Origène, parce que certains de leurs textes comprennent des éléments doxographiques.
- Aetius, (Opinions)
- Alexandre d'Aphrodise
- Aristophane, (Les Nuées)
- Aristote, (Métaphysique)
- Aristoxène
- Arnobius l'Ancien, (Contre les païens)
- Arrien, (Manuel d'Épictète, Entretiens d'Épictète)
- Aulu-Gelle, (Nuits attiques)
- Boèce, (Géométrie, Institution musicale)
- Celse, (De la médecine)
- Chalcidius, (Commentaire sur le Timée)
- Cicéron, (Des devoirs, Du destin, De la nature des dieux, Des termes extrêmes des biens et des maux)
- Clément d'Alexandrie, (Stromates)
- David, (Prolégomènes à Aristote)
- Diogène Laërce, (Vies, doctrines et sentences des philosophes illustres)
- Eusèbe de Césarée, (Préparation Évangélique)
- Hérodote, (Histoires)
- Hippias d'Élis
- Horace
- Hippolyte de Rome, (Réfutation de toutes les hérésies (en), Philosophoumena (en))
- Irénée, (Contre les hérésies)
- Jamblique, (Vie pythagorique)
- Lucien de Samosate
- Platon
- Plutarque, (Vies Parallèles)
- Porphyre de Tyr
- Philodème de Gadara, (Sur les stoïciens, Sur la piété)
- Proclos
- Pseudo-Galien, (De historia philosophica)
- Pseudo-Plutarque (= Aetius), (Placita philosophorum)
- Sextus Empiricus
- Sosicrate de Rhodes (Successions des Philosophes)
- Stobée, (Eclogae physicae)
- La Souda
- Origène, (Contre Celse)
- Théophraste
- Théodoret de Cyr, (Guérison des préjugés des grecs)
- Timon de Phlionte (Sur les pensées du jour et la théologie)

### Recueils antiques
- Aetius (= Pseudo-Plutarque), De placitis philosophorum (= Placita, Opinions) (vers 100), in Hermann Diels, Doxographi Graeci, 1879, p. 267-444.
- Diogène Laërce, Vies, doctrines et sentences des philosophes illustres (vers 200 ou 250), trad. sous la direction de Marie-Odile Goulet-Cazé, Paris, Le Livre de poche, coll. « La Pochothèque », 1398 p.  (ISBN 978-2-253-13241-7)
- La Souda (= Suidas) (fin IXe s.) [(en) lire en ligne (page consultée le 3 janvier 2022)]
- Stobée, Anthologium (Eclogae et Florilegium, vers 470), édité par Curtius Wachsmuth et Otto Hense..., Berlin, éd. Weidmann, 1884-1912, rééd. 1958.

### Recueils modernes
- Hermann Diels, Doxographi Graeci, 1879 ; Berlin, 2e éd. 1929, 854 p. (Comprend Aetius, Théophraste, Cicéron, Hippolyte de Rome, Plutarque, Galien, etc.).
- (de) H. Diels, Die Fragmente der Vorsokratiker, 1903 ; 6e éd. 1952 (avec W. Kranz).
- Giorgio Colli, La sagesse grecque (1977), traduction du grec et de l'italien, L'éclat, 1990, 3 t. : I : Dionysos, Apollon, Orphée, Musée, Hyperboréens, énigme ; II : Épiménide, Phérécyde, Thalès, Anaximandre, Onomacrite ; III : Héraclite.
- (it) Rosa Giannattasio Andria, I frammenti delle Successioni dei filosofi, Naples, Arte Tipografica, 1989, 179 p. (OCLC 923380144, présentation en ligne)

### Études

#### Ouvrages
- (en) Aldo Brancacci (éd.), Philosophy and Doxography in the Imperial Age, Florence, Olschki, 2005.
- André Laks, Histoire, doxographie, vérité. Études sur Aristote, Théophraste et la philosophie présocratique, Louvain-la-Neuve, Peeters, 2007, 294 p. (ISBN 978-9-0429-1905-1)

#### Articles
- Michael Frede, « Doxographie, historiographie philosophique et historiographie historique de la philosophie », Revue de métaphysique et de morale, vol. 97, no 3 « La doxographie antique »,‎ 1992, p. 311-325 (lire en ligne)
- André Laks, « Avant-propos: Qu'est-ce que la doxographie », Revue de métaphysique et de morale, vol. 97, no 3 « La doxographie antique »,‎ 1992, p. 307-309 (lire en ligne). .